# Linköpings sångarförbund
Linköpings sångarförbund, var en svensk manskör i Linköping från 1907 till 1973.

## Historik
Linköpings sångarförbund var en manskör och bildades 1907 i Linköping. Kören anslöt sig samma år till Östgöta Sångarförbund. År 1926 var länveterinären Carl Svahn ordförande och musikdirektör Johan Rösell dirigent för kören. Kören upplöstes 1973.

## Ordförande
- 1926: Carl Svahn

## Dirigent
- 1926: Johan Rösell